# Arcos de Valdevez
Arcos de Valdevez es una villa portuguesa del distrito de Viana do Castelo, región estadística del Norte y comunidad intermunicipal del Alto Miño, con cerca de 22 000 habitantes.
Es sede de un municipio con 445,89 km² de área y 20 729 habitantes (2021), subdividido en 37 freguesias. El municipio limita al norte con el municipio de Monção, al noreste con Melgazo, al este con España, al sur con Ponte da Barca, al suroeste y al oeste con Ponte de Lima y al oeste con Paredes de Coura.

## Demografía
| Gráfica de evolución demográfica de Arcos de Valdevez entre 1864 y 2021 |
|                                                                         |
| Datos según el nomenclátor publicado por el INE portugués.              |

## Freguesias
Las freguesias de Arcos de Valdevez son las siguientes:
- Aboim das Choças
- Aguiã
- Alvora e Loureda
- Arcos de Valdevez (Salvador), Vila Fonche e Parada
- Arcos de Valdevez (São Paio) e Giela
- Ázere
- Cabana Maior
- Cabreiro
- Cendufe
- Couto
- Eiras e Mei
- Gavieira
- Gondoriz
- Grade e Carralcova
- Guilhadeses e Santar
- Jolda (Madalena) e Rio Cabrão
- Jolda (São Paio)
- Miranda
- Monte Redondo
- Oliveira
- Paçô
- Padreiro (Salvador e Santa Cristina)
- Padroso
- Portela e Extremo
- Prozelo
- Rio de Moinhos
- Río Frío
- Sá
- Sabadim
- São Jorge e Ermelo
- Senharei
- Sistelo
- Soajo
- Souto e Tabaçô
- Távora (Santa Maria e São Vicente)
- Vale
- Vilela, São Cosme e São Damião e Sá

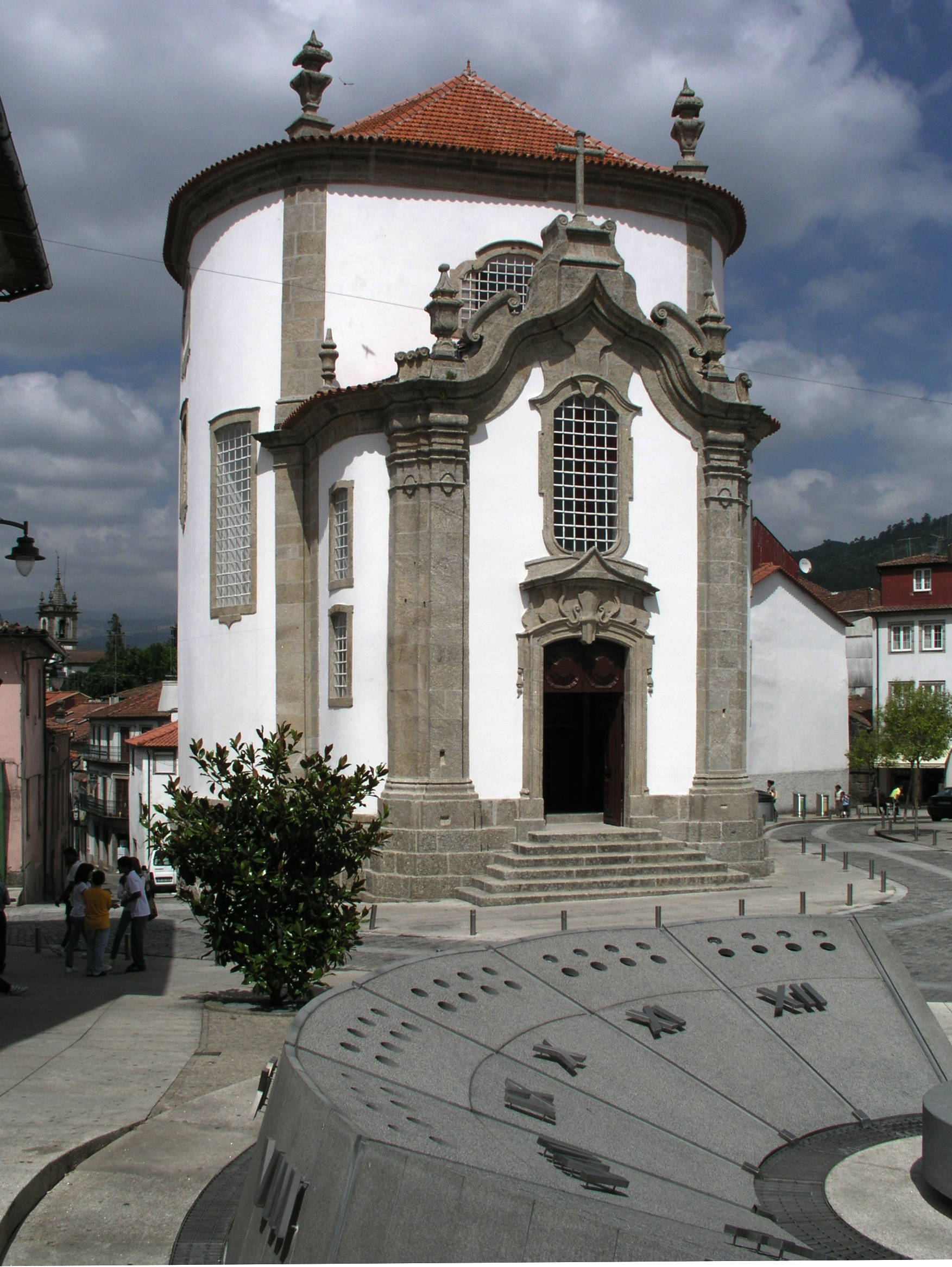
Iglesia de Lapa

## Monumentos
Igreja da Lapa